# الدوري البيروي لكرة القدم 1996
الدوري البيروفي لكرة القدم 1996 (بالإسبانية: Campeonato Descentralizado 1996)‏ هو الموسم 68 من الدوري البيروفي لكرة القدم. كان عدد الأندية المشاركة فيه 16، وفاز فيه نادي سبورتينغ كريستال.